# Катима-Мулило
Кати́ма-Мули́ло — город, избирательный округ и столица области Замбези в Намибии. Город располагается на пустынном берегу реки Замбези, в 65 километрах на восток от сельского поселения Шукманнсбург. По данным 2012 года город Катима-Мулило населяют около 28 699 жителей.

## История
1 июля 1890 года, после проведения Занзибарского договора германская сторона получила в свои владения Полосу Каприви и большую часть нынешней Намибии.
Город Катима-Мулило был основан в 1911 году. В 1935 году он стал столицей области Каприви. Город располагался на высоком месте и не затапливался при разливе реки Замбези.

### Дорожные пути к Полосе Каприви
До 1940-х годов через болота, отделявшие Полосу Каприви от остальной Намибии, добраться было практически невозможно. Все транзиты и т. д. приходилось осуществлять через Ботсвану или Замбию.
Это стало даже одной из причин Гражданской войны в Анголе (1972—2002). В ходе войны осуществлялась борьба за независимость Полосы Каприви. Однако в 2002 году Полоса Каприви снова была присоединена к Намибии.

### Транс-Каприви
По окончании войны отношения между Намибией и Анголой наладились, и началось строительство гудронированной автострады Транс-Каприви. Это также разрешило проблему изоляции региона Каприви от остальной Намибии.
Автострада проходит от Намибии до Демократической Республики Конго.

### Мост и аэропорт «Катима-Мулило»
Последними по проекту были построены мост и аэропорт. Оба имеют названия — «Катима-Мулило», по имени города.
Мост проходит над рекой Замбези, определяющей границы между Намибией и Замбией.
Также в город Катима-Мулило можно попасть самолётом. В Катима-Мулило находится одноимённый аэропорт.

## Ситуация сегодня
В городе Катима-Мулило ещё чувствуется дух колониального времени.
Катима-Мулило имеет хорошую инфраструктуру. Здесь достаточно большое количество больниц, школ, супермаркетов, автозаправок.
Рядом с городом встречаются дикие слоны, в реке Замбези водятся крокодилы
В 2002 году, после окончания Гражданской войны в Анголе, благодаря развитию туризма, начался экономический рост в Замбии и области Намибии Каприви. В целом, рост составил 24,2 %.

## Климат
| Показатель                    | Янв.  | Фев.  | Март | Апр. | Май  | Июнь | Июль | Авг. | Сен. | Окт. | Нояб. | Дек.  | Год   |
| ----------------------------- | ----- | ----- | ---- | ---- | ---- | ---- | ---- | ---- | ---- | ---- | ----- | ----- | ----- |
| Средний суточный максимум, °C | 30,1  | 30,0  | 29,7 | 29,5 | 27,4 | 25,0 | 25,5 | 28,7 | 32,5 | 34,9 | 31,8  | 30,3  | 29,6  |
| Средняя температура, °C       | 24,2  | 24,0  | 23,3 | 21,8 | 18,0 | 14,8 | 14,8 | 17,7 | 22,0 | 25,9 | 25,0  | 24,3  | 21,3  |
| Средний суточный минимум, °C  | 18,3  | 18,1  | 16,8 | 14,2 | 8,6  | 4,5  | 4,0  | 6,7  | 11,5 | 16,9 | 18,1  | 18,4  | 13,0  |
| Норма осадков, мм             | 161,8 | 152,5 | 88,0 | 20,5 | 1,6  | 0,6  | 0,0  | 0,0  | 2,3  | 22,9 | 70,8  | 145,5 | 666,5 |
| Источник: ,                   |       |       |      |      |      |      |      |      |      |      |       |       |       |

## Политика

### Городские выборы
По результатам партийных выборов в городе Катима-Мулило в 2010 году была составлена следующая статистика:
| Партия                         | Кол-во голосов | Кол-во голосов (%) |
| ------------------------------ | -------------- | ------------------ |
| СВАПО                          | 2197           | 78,69 %            |
| Партия Демократии и Прогресса  | 0473           | 16,94 %            |
| Демократический Альянс Намибии | 055            | 01,97 %            |
| Альянс Развития «Катима»       | 036            | 01,29 %            |
| Народная партия Намибии        | 017            | 00,61 %            |
| недействительно                | 031            | 00,50 %            |
| В целом                        | 2792           | 100 %              |

### Выборы в рамках избирательного округа Катима-Мулило
По результатам выборов в рамках избирательного округа Катима-Мулило была составлена следующая статистика:
| Партия                         | Кол-во голосов | Кол-во голосов (%) |
| ------------------------------ | -------------- | ------------------ |
| СВАПО                          | 2535           | 80,35 %            |
| Партия Демократии и Прогресса  | 0500           | 15,85 %            |
| Демократический Альянс Намибии | 065            | 02,06 %            |
| Народная партия Намибии        | 024            | 00,76 %            |
| недействительно                | 022            | 00,70 %            |
| В целом                        | 3155           | 100 %              |

Губернатором Каприви, по итогам выборов, был назначен представитель партии СВАПО Бернард Сибалатани.

## Образовательные учреждения

### Учреждения начального образования
| - Caprivi Senior Primary School - Gunkwe Primary School - Isuswa Primary School - Ivilivinzi Primary School - Katima Mulilo Primary School | - Mulumba Primary School - Sachinga Primary School - Samudono Primary School - Sifuha Primary School |

### Учреждения среднего образования
| - Caprivi Senior Secondary School - Ikaba Secondary School - Imukusi Junior Secondary School - Kaliangile Junior Secondary School - Kasika Junior Secondary School - St. Kizito College - Lusu Junior Secondary School - Mutikitila Junior Secondary School - Muzii Junior Secondary School - Nakabolelwa Secondary School - Namiyundu Junior Secondary School | - Kankuntwe Junior Secondary School - Sacona Junior Secondary School - Sanjo Senior Secondary School - Sauzuo Junior Secondary School - Sesheke Junior Secondary School - Sikosinyana Secondary School - Sikubi Junior Secondary School - Silumbi Junior Secondary School - Simataa Secondary School - Singalamwe Junior Secondary School |

### Высшие учебные заведения
- Zambezi Vocational School
- Caprivi College of Education

## Города-побратимы
- Очиваронго